# Indigofera dekindtii
Indigofera dekindtii là một loài thực vật có hoa trong họ Đậu. Loài này được Tisser. miêu tả khoa học đầu tiên.